# Frank Russell
Frank Russell (Pontiac, Míchigan, 17 de abril de 1949-6 de septiembre de 2021) fue un jugador de baloncesto estadounidense que disputó una temporada en la NBA. Con 1,91 metros de estatura, jugaba en la posición de base. Era hermano de los también jugadores profesionales Campy y Walker Russell, y tío de Walker Russell Jr.

## Trayectoria deportiva

### Universidad
Tras pasar un año en el Oakland Community College, jugó tres temporadas con los Titans de la Universidad de Detroit Mercy, promediando en total 15,8 puntos y 4,6 rebotes por partido.

### Profesional
Fue elegido en la trigésimo quinta posición del Draft de la NBA de 1972 por Chicago Bulls, y también por los Utah Stars en la octava ronda del draft de la ABA, fichando por los primeros. Allí jugó una temporada, en la que promedió 3,8 puntos por partido.

## Estadísticas de su carrera en la NBA

### Temporada regular
| Temporada | Edad | Equipo        | Liga | P  | TIT | MIN | TC  | TCA | %TC  | 3P | 3PA | %3P | TL  | TLA | %TL  | R.OF. | R.DEF. | REB | ASIS | ROB | TAP | PER | FP  | PTS |
| 1972-73   | 23   | Chicago Bulls | NBA  | 23 |     | 5.7 | 1.3 | 3.3 | .377 |    |     |     | 0.7 | 0.8 | .889 |       |        | 0.7 | 0.7  |     |     |     | 0.5 | 3.2 |
| Total     |      |               | NBA  | 23 |     | 5.7 | 1.3 | 3.3 | .377 |    |     |     | 0.7 | 0.8 | .889 |       |        | 0.7 | 0.7  |     |     |     | 0.5 | 3.2 |